# علي أباد (تشايبارة)
علي أباد (بالفارسية: علی‌آباد) هي قرية تقع في أذربيجان الغربية في إيران. يقدر عدد سكانها بـ 56 نسمة .